# Chambre des représentants (Nigeria)
Pour les autres articles nationaux ou selon les autres juridictions, voir Chambre des représentants.
10e législature
Complexe de l'Assemblée nationale
La Chambre des représentants (en anglais : House of Representatives) est la chambre basse de l'Assemblée nationale du Nigeria, son parlement bicaméral.
Le système institutionnel du Nigeria est régi par la Constitution de 1999. Elle établit un régime présidentiel et fédéral inspiré des États-Unis. La Chambre des représentants partage le pouvoir législatif avec le Sénat.
La législature actuelle est élue lors des élections du 25 février 2023.

## Système électoral
La chambre des représentants est composée de 360 sièges pourvus tous les quatre ans au scrutin uninominal majoritaire à un tour dans autant de circonscriptions électorales,.